# Infias (Fornos de Algodres)
Infias ist eine Gemeinde (Freguesia) im portugiesischen Kreis Fornos de Algodres. In ihr leben 262 Einwohner (Stand 19. April 2021).